# Dichrosoma pinguis
Dichrosoma pinguis är en skalbaggsart som beskrevs av Oliver Erichson Janson 1881. Dichrosoma pinguis ingår i släktet Dichrosoma och familjen Cetoniidae. Inga underarter finns listade i Catalogue of Life.